# Nazionale maschile di hockey su pista della Nuova Zelanda
La nazionale di hockey su pista della Nuova Zelanda è la selezione maschile di hockey su pista che rappresenta la Nuova Zelanda in ambito internazionale.

Attiva dal 1968, opera sotto la giurisdizione della Federazione di pattinaggio della Nuova Zelanda.

Attualmente è inattiva.

## Partecipazioni

### Campionato del mondo
| Edizione        | Piazzamento      | G  | V | P | S  |
| --------------- | ---------------- | -- | - | - | -- |
| Stoccarda 1936  | Non partecipante | -  | - | - | -  |
| Montreux 1939   | Non partecipante | -  | - | - | -  |
| Lisbona 1947    | Non partecipante | -  | - | - | -  |
| Montreux 1948   | Non partecipante | -  | - | - | -  |
| Lisbona 1949    | Non partecipante | -  | - | - | -  |
| Milano 1950     | Non partecipante | -  | - | - | -  |
| Barcellona 1951 | Non partecipante | -  | - | - | -  |
| Porto 1952      | Non partecipante | -  | - | - | -  |
| Ginevra 1953    | Non partecipante | -  | - | - | -  |
| Barcellona 1954 | Non partecipante | -  | - | - | -  |
| Milano 1955     | Non partecipante | -  | - | - | -  |
| Porto 1956      | Non partecipante | -  | - | - | -  |
| Porto 1958      | Non partecipante | -  | - | - | -  |
| Madrid 1960     | Non partecipante | -  | - | - | -  |
| Santiago 1962   | Non partecipante | -  | - | - | -  |
| Barcellona 1964 | Non partecipante | -  | - | - | -  |
| San Paolo 1966  | Non partecipante | -  | - | - | -  |
| Porto 1968      | 9º posto         | 9  | 1 | 0 | 8  |
| San Juan 1970   | Non partecipante | -  | - | - | -  |
| La Coruña 1972  | 11º posto        | 11 | 1 | 1 | 9  |
| Lisbona 1974    | Non partecipante | -  | - | - | -  |
| Oviedo 1976     | 11º posto        | 11 | 1 | 0 | 10 |

| Edizione              | Piazzamento      | G  | V | P | S |
| --------------------- | ---------------- | -- | - | - | - |
| San Juan 1978         | Non partecipante | -  | - | - | - |
| Talcahuano 1980       | 13º posto        | 10 | 2 | 0 | 8 |
| Barcelos 1982         | 16º posto        | 13 | 6 | 2 | 5 |
| Novara 1984           | Non qualificata  | -  | - | - | - |
| Sertãozinho 1986      | Non qualificata  | -  | - | - | - |
| La Coruña 1988        | Non qualificata  | -  | - | - | - |
| San Juan 1989         | Non qualificata  | -  | - | - | - |
| Porto 1991            | Non qualificata  | -  | - | - | - |
| Sesto S.G. 1993       | Non qualificata  | -  | - | - | - |
| Recife 1995           | Non qualificata  | -  | - | - | - |
| Wuppertal 1997        | Non qualificata  | -  | - | - | - |
| Reus 1999             | Non qualificata  | -  | - | - | - |
| San Juan 2001         | Non qualificata  | -  | - | - | - |
| Oliveira 2003         | Non qualificata  | -  | - | - | - |
| San Jose 2005         | Non qualificata  | -  | - | - | - |
| Montreux 2007         | Non qualificata  | -  | - | - | - |
| Vigo 2009             | Non qualificata  | -  | - | - | - |
| San Juan 2011         | Non qualificata  | -  | - | - | - |
| Angola 2013           | Non qualificata  | -  | - | - | - |
| La Roche-sur-Yon 2015 | Non qualificata  | -  | - | - | - |
| Nanchino 2017         | Non qualificata  | -  | - | - | - |